# Bónus

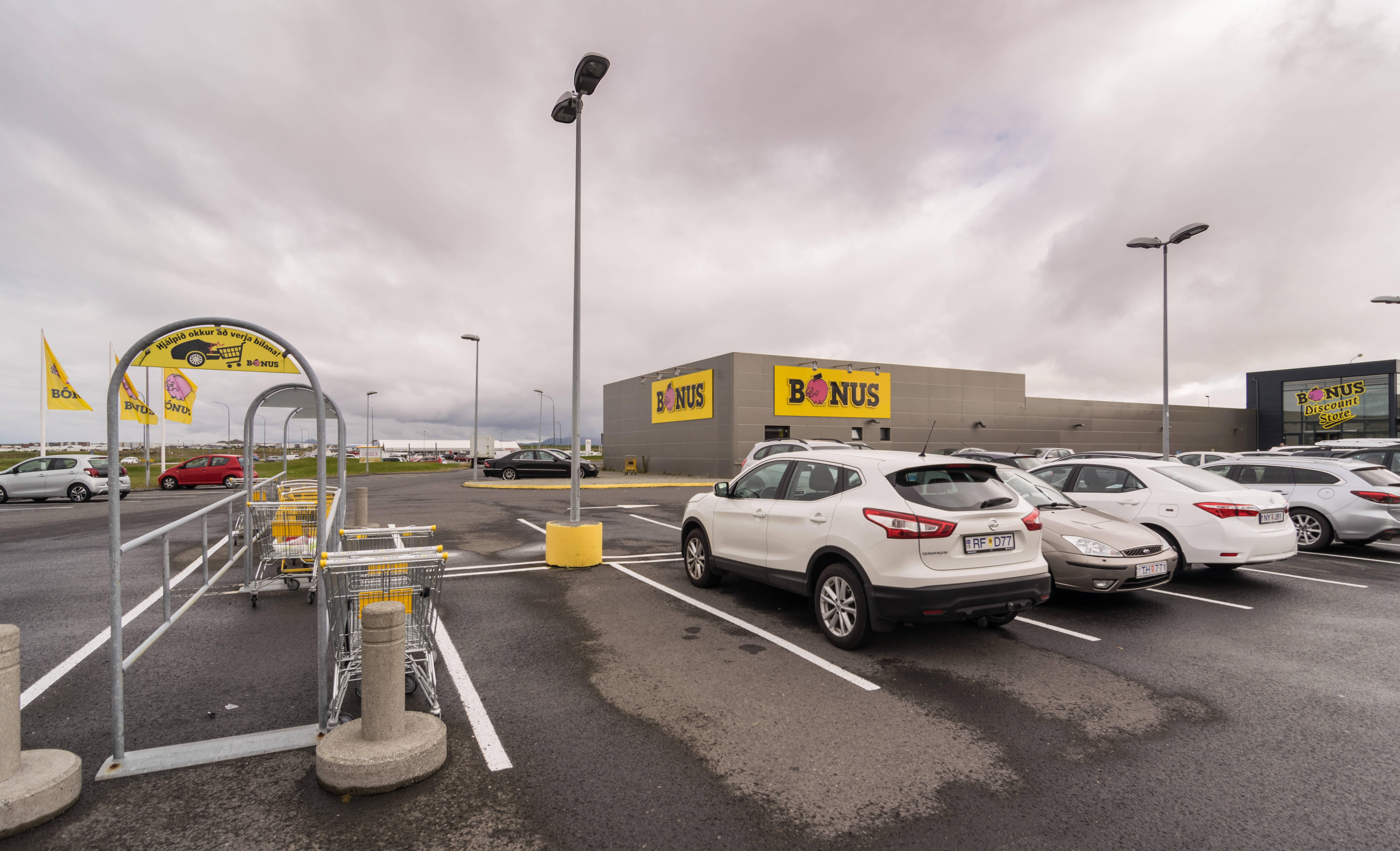
Bónus Keflavik

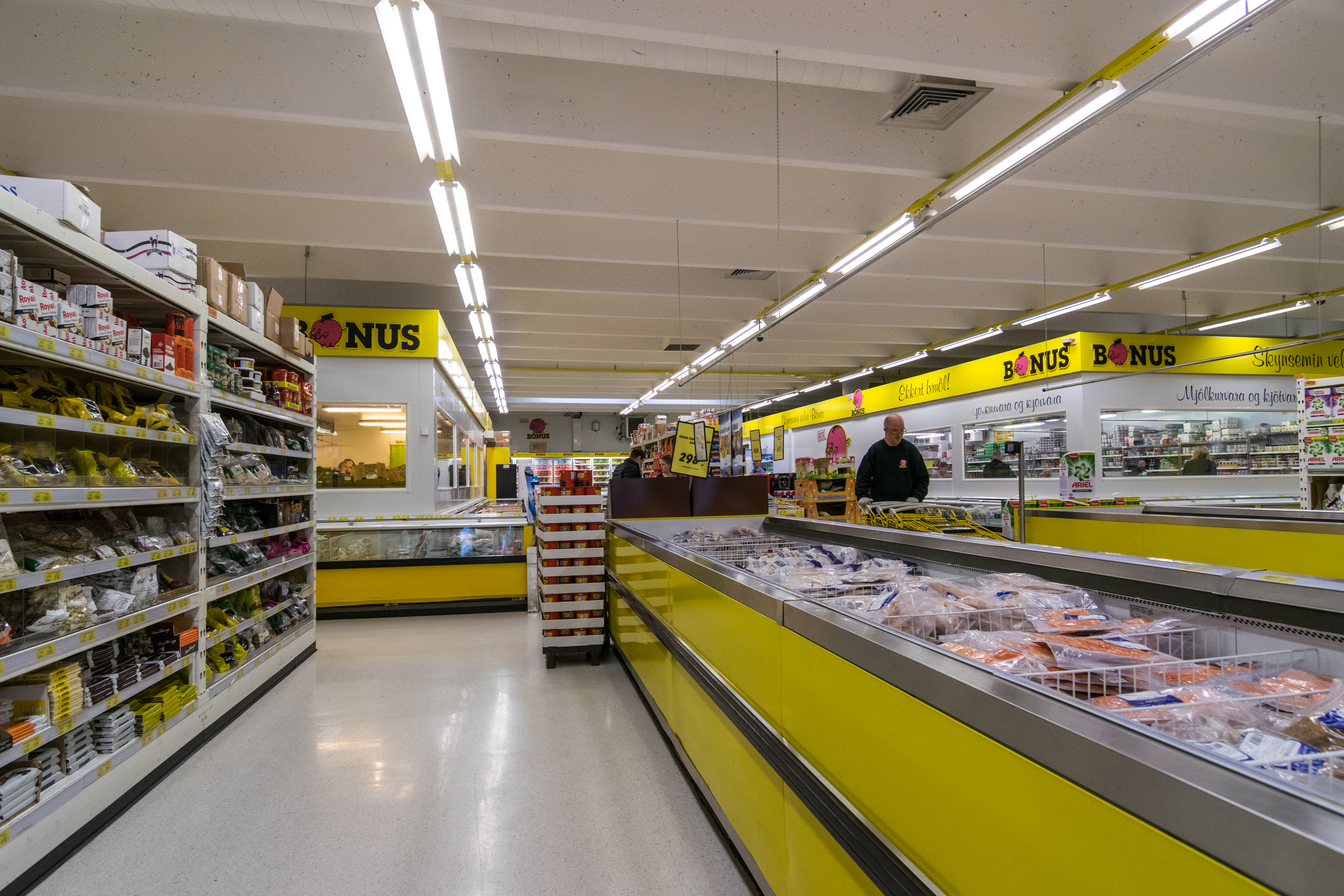

Bónus es una compañía islandesa de supermercados, propiedad del grupo Hagar. Actualmente es la cadena de supermercados más importante de Islandia; cuenta con 24 tiendas en el país, y del mismo modo tiene 4 tiendas operando en las Islas Feroe. La compañía sigue el formato de tienda sin servicios extra, y se caracteriza por tener un gran refrigerador en vez de pequeñas neveras.

## Historia
Bónus fue fundada por Jón Ásgeir Jóhannesson y su padre Jóhannes Jónsson, con la primera sucursal abierta en la calle Skútuvogur en Reikiavik, en abril de 1989. Después de unos cuantos años, la compañía se convirtió en la cadena de supermercados más grande en Islandia. En 1992 otra compañía de supermercados, Hagkaup, compró el 50% de las acciones de la empresa. Un año después ambas cadenas se fusionaron pero manteniendo identidades separadas, para formar Baugur Group. En la actualidad tanto Bónus como Hagkaup con parte de la subdivisión de Baugur Group, Hagar.